# Tour de Thaïlande 2015
La 10e édition du Tour de Thaïlande a eu lieu du 1er au 6 avril 2015. La course fait partie du calendrier UCI Asia Tour 2015 en catégorie 2.2[Quoi ?].
Elle a été remportée par le Japonais Yasuharu Nakajima (Aisan Racing), déjà vainqueur en 2014 et qui devient le premier coureur à gagner deux fois cette course. Il devance respectivement son compatriote Kōhei Uchima (Bridgestone Anchor), vainqueur de la première étape, et le Hongkongais Cheung King Lok (Équipe nationale de Hong Kong) qui termine tous les deux à quatre secondes.
Le Chinois Ma Guangtong (Hengxiang), lauréat de la deuxième étape, remporte le classement par points et le Sud-Coréen Kim Ok-cheol (Seoul) termine meilleur jeune. Le Malaisien Loh Sea Keong (Équipe nationale de Malaisie) finit meilleur coureur d'équipe nationale appartenant à la zone ASEAN et la formation sud-coréenne Seoul s'impose dans le classement de la meilleure équipe.

## Présentation

### Équipes
Classé en catégorie 2.2 de l'UCI Asia Tour, le Tour de Thaïlande est par conséquent ouverte aux équipes continentales professionnelles thaïlandaises, aux équipes continentales, aux équipes nationales, aux équipes régionales et de clubs et aux équipes mixtes.
Vingt-quatre équipes participent à ce Tour de Thaïlande - quatorze équipes continentales, sept équipes nationales et trois équipes régionales et de clubs :
| Équipes continentales | Équipes continentales | Équipes continentales |
| Nom de l'équipe       | Pays                  | Code                  |
| --------------------- | --------------------- | --------------------- |
| Aisan Racing          | Japon                 | AIS                   |
| Attaque Gusto         | Taipei chinois        | ATG                   |
| Bridgestone Anchor    | Japon                 | BGT                   |
| Giant-Champion System | Chine                 | MSS                   |
| Hengxiang             | Chine                 | HEN                   |
| KSPO                  | Corée du Sud          | KSP                   |
| Matrix Powertag       | Japon                 | MTR                   |
| Pishgaman Giant       | Iran                  | PKY                   |
| RTS-Santic Racing     | Taipei chinois        | RTS                   |
| Seoul                 | Corée du Sud          | SCT                   |
| Shimano Racing        | Japon                 | SMN                   |
| Tabriz Petrochemical  | Iran                  | TPT                   |
| Terengganu            | Malaisie              | TSG                   |
| Vino 4-ever           | Kazakhstan            | V4E                   |

| Équipes nationales                 | Équipes nationales | Équipes nationales |
| Nom de l'équipe                    | Pays               | Code               |
| ---------------------------------- | ------------------ | ------------------ |
| Équipe nationale du Danemark       | Danemark           | DEN                |
| Équipe nationale de Hong Kong      | Hong Kong          | HKG                |
| Équipe nationale de Malaisie       | Malaisie           | MAS                |
| Équipe nationale d'Ouzbékistan     | Ouzbékistan        | UZB                |
| Équipe nationale de Taipei chinois | Taipei chinois     | TPE                |
| Équipe nationale de Thaïlande      | Thaïlande          | THA                |
| Équipe nationale du Viêt Nam       | Viêt Nam           | VIE                |

| Équipes régionales et de clubs | Équipes régionales et de clubs | Équipes régionales et de clubs |
| Nom de l'équipe                | Pays                           | Code                           |
| ------------------------------ | ------------------------------ | ------------------------------ |
| Customs                        | Indonésie                      | CUS                            |
| Eddy Hollands                  | Australie                      | EDH                            |
| T-All Star                     | Thaïlande                      | TAS                            |

## Étapes
| Étape     | Date      | Villes étapes               |                 | Distance (km) | Vainqueur d’étape | Leader du classement général |
| --------- | --------- | --------------------------- | --------------- | ------------- | ----------------- | ---------------------------- |
| 1re étape | 1er avril | Nakhon Ratchasima - Buriram | Étape vallonnée | 177           | Kōhei Uchima      | Kōhei Uchima                 |
| 2e étape  | 2 avril   | Buriram - Roi Et            | Étape de plaine | 151           | Ma Guangtong      | Kōhei Uchima                 |
| 3e étape  | 3 avril   | Roi Et - Mukdahan           | Étape de plaine | 163           | Stephen Hall      | Kōhei Uchima                 |
| 4e étape  | 4 avril   | Mukdahan - Nakhon Phanom    | Étape vallonnée | 102           | Ying Hon Yeung    | Yasuharu Nakajima            |
| 5e étape  | 5 avril   | Ban Paeng - Nong Khai       | Étape de plaine | 205           | Park Sung-baek    | Yasuharu Nakajima            |
| 6e étape  | 6 avril   | Nong Khai - Udon Thani      | Étape vallonnée | 209           | Park Sung-baek    | Yasuharu Nakajima            |

## Déroulement de la course

### 1reétape
| Classement de l'étape | Classement de l'étape  | Classement de l'étape | Classement de l'étape         | Classement de l'étape |
|                       | Coureur                | Pays                  | Équipe                        | Temps                 |
| --------------------- | ---------------------- | --------------------- | ----------------------------- | --------------------- |
| 1er                   | Kōhei Uchima           | Japon                 | Bridgestone Anchor            | en 3 h 47 min 53 s    |
| 2e                    | Kim Ok-cheol           | Corée du Sud          | Seoul                         | + 0 s                 |
| 3e                    | Aleksandr Chouchemoïne | Kazakhstan            | Vino 4-ever                   | + 0 s                 |
| 4e                    | Lee Ki-suk             | Corée du Sud          | Seoul                         | + 44 s                |
| 5e                    | Cheung King Lok        | Hong Kong             | Équipe nationale de Hong Kong | + 44 s                |
| 6e                    | Seo Joon-yong          | Corée du Sud          | KSPO                          | + 44 s                |
| 7e                    | Kritsada Changpad      | Thaïlande             | T-All Star                    | + 44 s                |
| 8e                    | Meiyin Wang            | Chine                 | Hengxiang                     | + 44 s                |
| 9e                    | Yasuharu Nakajima      | Japon                 | Aisan Racing                  | + 44 s                |
| 10e                   | Zheng Zhang            | Chine                 | Hengxiang                     | + 44 s                |
| modifier              |                        |                       |                               |                       |

| Classement général | Classement général     | Classement général | Classement général            | Classement général |
|                    | Coureur                | Pays               | Équipe                        | Temps              |
| ------------------ | ---------------------- | ------------------ | ----------------------------- | ------------------ |
| 1er                | Kōhei Uchima           | Japon              | Bridgestone Anchor            | en 3 h 47 min 43 s |
| 2e                 | Kim Ok-cheol           | Corée du Sud       | Seoul                         | + 3 s              |
| 3e                 | Aleksandr Chouchemoïne | Kazakhstan         | Vino 4-ever                   | + 6 s              |
| 4e                 | Seo Joon-yong          | Corée du Sud       | KSPO                          | + 51 s             |
| 5e                 | Lee Ki-suk             | Corée du Sud       | Seoul                         | + 52 s             |
| 6e                 | Yasuharu Nakajima      | Japon              | Aisan Racing                  | + 53 s             |
| 7e                 | Cheung King Lok        | Hong Kong          | Équipe nationale de Hong Kong | + 54 s             |
| 8e                 | Kritsada Changpad      | Thaïlande          | T-All Star                    | + 54 s             |
| 9e                 | Meiyin Wang            | Chine              | Hengxiang                     | + 54 s             |
| 10e                | Zheng Zhang            | Chine              | Hengxiang                     | + 54 s             |
| modifier           |                        |                    |                               |                    |

### 2eétape
| Classement de l'étape | Classement de l'étape | Classement de l'étape | Classement de l'étape         | Classement de l'étape |
|                       | Coureur               | Pays                  | Équipe                        | Temps                 |
| --------------------- | --------------------- | --------------------- | ----------------------------- | --------------------- |
| 1er                   | Ma Guangtong          | Chine                 | Hengxiang                     | en 3 h 17 min 47 s    |
| 2e                    | Harrif Salleh         | Malaisie              | Terengganu                    | + 4 s                 |
| 3e                    | Anuar Manam           | Malaisie              | Terengganu                    | + 4 s                 |
| 4e                    | Nguyễn Thành Tám      | Viêt Nam              | Équipe nationale du Viêt Nam  | + 4 s                 |
| 5e                    | Seo Joon-yong         | Corée du Sud          | KSPO                          | + 4 s                 |
| 6e                    | Sarawut Sirironnachai | Thaïlande             | Équipe nationale de Thaïlande | + 4 s                 |
| 7e                    | Leung Chun Wing       | Hong Kong             | Équipe nationale de Hong Kong | + 4 s                 |
| 8e                    | Prasetya Heksa Priya  | Indonésie             | Customs                       | + 4 s                 |
| 9e                    | Mahdi Sohrabi         | Iran                  | Tabriz Petrochemical          | + 4 s                 |
| 10e                   | Zheng Zhang           | Chine                 | Hengxiang                     | + 4 s                 |
| modifier              |                       |                       |                               |                       |

| Classement général | Classement général     | Classement général | Classement général            | Classement général |
|                    | Coureur                | Pays               | Équipe                        | Temps              |
| ------------------ | ---------------------- | ------------------ | ----------------------------- | ------------------ |
| 1er                | Kōhei Uchima           | Japon              | Bridgestone Anchor            | en 7 h 5 min 34 s  |
| 2e                 | Kim Ok-cheol           | Corée du Sud       | Seoul                         | + 3 s              |
| 3e                 | Aleksandr Chouchemoïne | Kazakhstan         | Vino 4-ever                   | + 6 s              |
| 4e                 | Seo Joon-yong          | Corée du Sud       | KSPO                          | + 51 s             |
| 5e                 | Lee Ki-suk             | Corée du Sud       | Seoul                         | + 52 s             |
| 6e                 | Yasuharu Nakajima      | Japon              | Aisan Racing                  | + 53 s             |
| 7e                 | Zheng Zhang            | Chine              | Hengxiang                     | + 54 s             |
| 8e                 | Oleg Zemlyakov         | Kazakhstan         | Vino 4-ever                   | + 54 s             |
| 9e                 | Kritsada Changpad      | Thaïlande          | T-All Star                    | + 54 s             |
| 10e                | Cheung King Lok        | Hong Kong          | Équipe nationale de Hong Kong | + 54 s             |
| modifier           |                        |                    |                               |                    |

### 3eétape
| Classement de l'étape | Classement de l'étape | Classement de l'étape | Classement de l'étape          | Classement de l'étape |
|                       | Coureur               | Pays                  | Équipe                         | Temps                 |
| --------------------- | --------------------- | --------------------- | ------------------------------ | --------------------- |
| 1er                   | Stephen Hall          | Australie             | Eddy Hollands                  | en 3 h 20 min 4 s     |
| 2e                    | Muradian Khalmuratov  | Ouzbékistan           | Équipe nationale d'Ouzbékistan | + 0 s                 |
| 3e                    | Mohammad Rajablou     | Iran                  | Pishgaman Giant                | + 0 s                 |
| 4e                    | Jung Ha-jeon          | Corée du Sud          | Seoul                          | + 0 s                 |
| 5e                    | Ahad Kazemi           | Iran                  | Tabriz Petrochemical           | + 0 s                 |
| 6e                    | Yasuharu Nakajima     | Japon                 | Aisan Racing                   | + 0 s                 |
| 7e                    | Oleg Zemlyakov        | Kazakhstan            | Vino 4-ever                    | + 0 s                 |
| 8e                    | Park Sung-baek        | Corée du Sud          | KSPO                           | + 4 s                 |
| 9e                    | Kōhei Uchima          | Japon                 | Bridgestone Anchor             | + 4 s                 |
| 10e                   | Mahdi Sohrabi         | Iran                  | Tabriz Petrochemical           | + 4 s                 |
| modifier              |                       |                       |                                |                       |

| Classement général | Classement général     | Classement général | Classement général            | Classement général  |
|                    | Coureur                | Pays               | Équipe                        | Temps               |
| ------------------ | ---------------------- | ------------------ | ----------------------------- | ------------------- |
| 1er                | Kōhei Uchima           | Japon              | Bridgestone Anchor            | en 10 h 25 min 42 s |
| 2e                 | Kim Ok-cheol           | Corée du Sud       | Seoul                         | + 3 s               |
| 3e                 | Aleksandr Chouchemoïne | Kazakhstan         | Vino 4-ever                   | + 6 s               |
| 4e                 | Seo Joon-yong          | Corée du Sud       | KSPO                          | + 49 s              |
| 5e                 | Yasuharu Nakajima      | Japon              | Aisan Racing                  | + 49 s              |
| 6e                 | Oleg Zemlyakov         | Kazakhstan         | Vino 4-ever                   | + 50 s              |
| 7e                 | Lee Ki-suk             | Corée du Sud       | Seoul                         | + 52 s              |
| 8e                 | Cheung King Lok        | Hong Kong          | Équipe nationale de Hong Kong | + 53 s              |
| 9e                 | Zheng Zhang            | Chine              | Hengxiang                     | + 54 s              |
| 10e                | Kritsada Changpad      | Thaïlande          | T-All Star                    | + 54 s              |
| modifier           |                        |                    |                               |                     |

### 4eétape
| Classement de l'étape | Classement de l'étape | Classement de l'étape | Classement de l'étape              | Classement de l'étape |
|                       | Coureur               | Pays                  | Équipe                             | Temps                 |
| --------------------- | --------------------- | --------------------- | ---------------------------------- | --------------------- |
| 1er                   | Ying Hon Yeung        | Hong Kong             | Attaque Gusto                      | en 1 h 57 min 2 s     |
| 2e                    | Ma Guangtong          | Chine                 | Hengxiang                          | m.t                   |
| 3e                    | Ju Dae-young          | Corée du Sud          | Seoul                              | m.t                   |
| 4e                    | Peng Yuan-tang        | Taipei chinois        | Équipe nationale de Taipei chinois | m.t                   |
| 5e                    | Dylan-Pierre Humbert  | Australie             | Eddy Hollands                      | m.t                   |
| 6e                    | Samad Poor Seiedi     | Iran                  | Tabriz Petrochemical               | m.t                   |
| 7e                    | Liu Hao               | Chine                 | Giant-Champion System              | m.t                   |
| 8e                    | Sarawut Sirironnachai | Thaïlande             | Équipe nationale de Thaïlande      | m.t                   |
| 9e                    | Yusrizal Usoff        | Malaisie              | Terengganu                         | m.t                   |
| 10e                   | Yasuharu Nakajima     | Japon                 | Aisan Racing                       | m.t                   |
| modifier              |                       |                       |                                    |                       |

| Classement général | Classement général     | Classement général | Classement général            | Classement général  |
|                    | Coureur                | Pays               | Équipe                        | Temps               |
| ------------------ | ---------------------- | ------------------ | ----------------------------- | ------------------- |
| 1er                | Yasuharu Nakajima      | Japon              | Aisan Racing                  | en 12 h 23 min 33 s |
| 2e                 | Kōhei Uchima           | Japon              | Bridgestone Anchor            | + 4 s               |
| 3e                 | Cheung King Lok        | Hong Kong          | Équipe nationale de Hong Kong | + 4 s               |
| 4e                 | Kim Ok-cheol           | Corée du Sud       | Seoul                         | + 7 s               |
| 5e                 | Loh Sea Keong          | Malaisie           | Équipe nationale de Malaisie  | + 9 s               |
| 6e                 | Aleksandr Chouchemoïne | Kazakhstan         | Vino 4-ever                   | + 10 s              |
| 7e                 | Ju Dae-young           | Corée du Sud       | Seoul                         | + 16 s              |
| 8e                 | Seo Joon-yong          | Corée du Sud       | KSPO                          | + 53 s              |
| 9e                 | Oleg Zemlyakov         | Kazakhstan         | Vino 4-ever                   | + 54 s              |
| 10e                | Lee Ki-suk             | Corée du Sud       | Seoul                         | + 56 s              |
| modifier           |                        |                    |                               |                     |

### 5eétape
| Classement de l'étape | Classement de l'étape | Classement de l'étape | Classement de l'étape         | Classement de l'étape |
|                       | Coureur               | Pays                  | Équipe                        | Temps                 |
| --------------------- | --------------------- | --------------------- | ----------------------------- | --------------------- |
| 1er                   | Park Sung-baek        | Corée du Sud          | KSPO                          | en 4 h 21 min 40 s    |
| 2e                    | Mahdi Sohrabi         | Iran                  | Tabriz Petrochemical          | + 0 s                 |
| 3e                    | Xue Chaohua           | Chine                 | Giant-Champion System         | + 23 s                |
| 4e                    | Jianpeng Liu          | Chine                 | Hengxiang                     | + 23 s                |
| 5e                    | Mathieu Perget        | France                | Pishgaman Giant               | + 25 s                |
| 6e                    | Thanawut Sanikwathi   | Thaïlande             | Équipe nationale de Thaïlande | + 1 min 33 s          |
| 7e                    | Liu Hao               | Chine                 | Giant-Champion System         | + 1 min 33 s          |
| 8e                    | Zhang Wenlong         | Chine                 | Giant-Champion System         | + 1 min 33 s          |
| 9e                    | Trịnh Đức Tâm         | Viêt Nam              | Équipe nationale du Viêt Nam  | + 1 min 33 s          |
| 10e                   | Cheung King Lok       | Hong Kong             | Équipe nationale de Hong Kong | + 1 min 33 s          |
| modifier              |                       |                       |                               |                       |

| Classement général | Classement général     | Classement général | Classement général            | Classement général  |
|                    | Coureur                | Pays               | Équipe                        | Temps               |
| ------------------ | ---------------------- | ------------------ | ----------------------------- | ------------------- |
| 1er                | Yasuharu Nakajima      | Japon              | Aisan Racing                  | en 16 h 46 min 46 s |
| 2e                 | Kōhei Uchima           | Japon              | Bridgestone Anchor            | + 4 s               |
| 3e                 | Cheung King Lok        | Hong Kong          | Équipe nationale de Hong Kong | + 4 s               |
| 4e                 | Kim Ok-cheol           | Corée du Sud       | Seoul                         | + 7 s               |
| 5e                 | Loh Sea Keong          | Malaisie           | Équipe nationale de Malaisie  | + 9 s               |
| 6e                 | Aleksandr Chouchemoïne | Kazakhstan         | Vino 4-ever                   | + 10 s              |
| 7e                 | Oleg Zemlyakov         | Kazakhstan         | Vino 4-ever                   | + 54 s              |
| 8e                 | Lee Ki-suk             | Corée du Sud       | Seoul                         | + 56 s              |
| 9e                 | Meiyin Wang            | Chine              | Hengxiang                     | + 58 s              |
| 10e                | Kim Do-hyeong          | Corée du Sud       | Seoul                         | + 1 min 2 s         |
| modifier           |                        |                    |                               |                     |

### 6eétape
| Classement de l'étape | Classement de l'étape | Classement de l'étape | Classement de l'étape         | Classement de l'étape |
|                       | Coureur               | Pays                  | Équipe                        | Temps                 |
| --------------------- | --------------------- | --------------------- | ----------------------------- | --------------------- |
| 1er                   | Park Sung-baek        | Corée du Sud          | KSPO                          | en 4 h 42 min 57 s    |
| 2e                    | Seo Joon-yong         | Corée du Sud          | KSPO                          | m.t                   |
| 3e                    | Ma Guangtong          | Chine                 | Hengxiang                     | m.t                   |
| 4e                    | Thanawut Sanikwathi   | Thaïlande             | Équipe nationale de Thaïlande | m.t                   |
| 5e                    | Kōhei Uchima          | Japon                 | Bridgestone Anchor            | m.t                   |
| 6e                    | Sarawut Sirironnachai | Thaïlande             | Équipe nationale de Thaïlande | m.t                   |
| 7e                    | Kim Hyeon-seok        | Corée du Sud          | KSPO                          | m.t                   |
| 8e                    | Cheung King Lok       | Hong Kong             | Équipe nationale de Hong Kong | m.t                   |
| 9e                    | Trịnh Đức Tâm         | Viêt Nam              | Équipe nationale du Viêt Nam  | m.t                   |
| 10e                   | Zhao Jingbiao         | Chine                 | Hengxiang                     | m.t                   |
| modifier              |                       |                       |                               |                       |

## Classements finals

### Classement général final
| Classement général final | Classement général final | Classement général final | Classement général final      | Classement général final |
|                          | Coureur                  | Pays                     | Équipe                        | Temps                    |
| ------------------------ | ------------------------ | ------------------------ | ----------------------------- | ------------------------ |
| 1er                      | Yasuharu Nakajima        | Japon                    | Aisan Racing                  | en 21 h 29 min 43 s      |
| 2e                       | Kōhei Uchima             | Japon                    | Bridgestone Anchor            | + 4 s                    |
| 3e                       | Cheung King Lok          | Hong Kong                | Équipe nationale de Hong Kong | + 4 s                    |
| 4e                       | Kim Ok-cheol             | Corée du Sud             | Seoul                         | + 7 s                    |
| 5e                       | Loh Sea Keong            | Malaisie                 | Équipe nationale de Malaisie  | + 9 s                    |
| 6e                       | Aleksandr Chouchemoïne   | Kazakhstan               | Vino 4-ever                   | + 10 s                   |
| 7e                       | Oleg Zemlyakov           | Kazakhstan               | Vino 4-ever                   | + 54 s                   |
| 8e                       | Lee Ki-suk               | Corée du Sud             | Seoul                         | + 56 s                   |
| 9e                       | Meiyin Wang              | Chine                    | Hengxiang                     | + 58 s                   |
| 10e                      | Kim Do-hyeong            | Corée du Sud             | Seoul                         | + 1 min 2 s              |
| modifier                 |                          |                          |                               |                          |

### Classements annexes
| Classement par points | Classement par points | Classement par points | Classement par points | Classement par points |
| --------------------- | --------------------- | --------------------- | --------------------- | --------------------- |
|                       | Coureur               | Pays                  | Équipe                | Point(s)              |
| 1er                   | Ma Guangtong          | Chine                 | Hengxiang             | 52 points             |
| 2e                    | Park Sung-baek        | Corée du Sud          | KSPO                  | 46 pts                |
| 3e                    | Seo Joon-yong         | Corée du Sud          | KSPO                  | 44 pts                |
| modifier              |                       |                       |                       |                       |

| Classement du meilleur jeune | Classement du meilleur jeune | Classement du meilleur jeune | Classement du meilleur jeune | Classement du meilleur jeune |
|                              | Coureur                      | Pays                         | Équipe                       | Temps                        |
| ---------------------------- | ---------------------------- | ---------------------------- | ---------------------------- | ---------------------------- |
| 1er                          | Kim Ok-cheol                 | Corée du Sud                 | Seoul                        | en 21 h 29 min 50 s          |
| 2e                           | Oleg Zemlyakov               | Kazakhstan                   | Vino 4-ever                  | + 47 s                       |
| 3e                           | Zheng Zhang                  | Chine                        | Hengxiang                    | + 4 min 31 s                 |
| modifier                     |                              |                              |                              |                              |

| Classement du meilleur coureur de l'ASEAN | Classement du meilleur coureur de l'ASEAN | Classement du meilleur coureur de l'ASEAN | Classement du meilleur coureur de l'ASEAN | Classement du meilleur coureur de l'ASEAN |
|                                           | Coureur                                   | Pays                                      | Équipe                                    | Temps                                     |
| ----------------------------------------- | ----------------------------------------- | ----------------------------------------- | ----------------------------------------- | ----------------------------------------- |
| 1er                                       | Loh Sea Keong                             | Malaisie                                  | Équipe nationale de Malaisie              | en 21 h 29 min 52 s                       |
| 2e                                        | Duc Tam Trinh                             | Viêt Nam                                  | Équipe nationale du Viêt Nam              | + 4 min 43 s                              |
| 3e                                        | Thurakit Boonratanathanakorn              | Thaïlande                                 | Équipe nationale de Thaïlande             | + 4 min 43 s                              |
| modifier                                  |                                           |                                           |                                           |                                           |

| Classement par équipes | Classement par équipes | Classement par équipes | Classement par équipes |
|                        | Équipe                 | Pays                   | Temps                  |
| ---------------------- | ---------------------- | ---------------------- | ---------------------- |
| 1re                    | Seoul                  | Corée du Sud           | en 64 h 30 min 26 s    |
| 2e                     | Vino 4-ever            | Kazakhstan             | + 6 min 53 s           |
| 3e                     | Hengxiang              | Chine                  | + 7 min 4 s            |
| modifier               |                        |                        |                        |

### UCI Asia Tour
Ce Tour de Thaïlande attribue des points pour l'UCI Asia Tour 2015, par équipes seulement aux coureurs des équipes continentales professionnelles et continentales, individuellement à tous les coureurs sauf ceux faisant partie d'une équipe ayant un label WorldTeam.
| Position,          | 1er | 2e | 3e | 4e | 5e | 6e | 7e | 8e |
| Classement général | 40  | 30 | 16 | 12 | 10 | 8  | 6  | 3  |
| Par étape          | 8   | 5  | 2  |    |    |    |    |    |
| Leader, par étape  | 4   |    |    |    |    |    |    |    |

| Cycliste               | Équipe                         | Général | Étape | Leader | Total |
| ---------------------- | ------------------------------ | ------- | ----- | ------ | ----- |
| Kōhei Uchima           | Bridgestone Anchor             | 30      | 8     | 12     | 50    |
| Yasuharu Nakajima      | Aisan Racing                   | 40      | -     | 8      | 48    |
| Kim Ok-cheol           | Seoul                          | 12      | 5     | -      | 17    |
| Cheung King Lok        | Équipe nationale de Hong Kong  | 16      | -     | -      | 16    |
| Park Sung-baek         | KSPO                           | -       | 16    | -      | 16    |
| Ma Guangtong           | Hengxiang                      | -       | 15    | -      | 15    |
| Aleksandr Chouchemoïne | Vino 4-ever                    | 8       | 2     | -      | 10    |
| Loh Sea Keong          | Équipe nationale de Malaisie   | 10      | -     | -      | 10    |
| Stephen Hall           | Eddy Hollands                  | -       | 8     | -      | 8     |
| Ying Hon Yeung         | Attaque Gusto                  | -       | 8     | -      | 8     |
| Oleg Zemlyakov         | Vino 4-ever                    | 6       | -     | -      | 6     |
| Seo Joon-yong          | KSPO                           | -       | 5     | -      | 5     |
| Muradian Khalmuratov   | Équipe nationale d'Ouzbékistan | -       | 5     | -      | 5     |
| Harrif Salleh          | Terengganu                     | -       | 5     | -      | 5     |
| Mahdi Sohrabi          | Tabriz Petrochemical           | -       | 5     | -      | 5     |
| Lee Ki-suk             | Seoul                          | 3       | -     | -      | 3     |
| Xue Chaohua            | Giant-Champion System          | -       | 2     | -      | 2     |
| Ju Dae-young           | Seoul                          | -       | 2     | -      | 2     |
| Anuar Manam            | Terengganu                     | -       | 2     | -      | 2     |
| Mohammad Rajablou      | Pishgaman Giant                | -       | 2     | -      | 2     |

## Évolution des classements
| Étape              | Vainqueur          | Classement général | Classement par points | Classement du meilleur jeune | Classement du meilleur coureur de l'ASEAN | Classement par équipes |
| ------------------ | ------------------ | ------------------ | --------------------- | ---------------------------- | ----------------------------------------- | ---------------------- |
| 1                  | Kōhei Uchima       | Kōhei Uchima       | Kōhei Uchima          | Kim Ok-cheol                 | Loh Sea Keong                             | Seoul                  |
| 2                  | Ma Guangtong       | Kōhei Uchima       | Seo Joon-yong         | Kim Ok-cheol                 | Loh Sea Keong                             | Seoul                  |
| 3                  | Stephen Hall       | Kōhei Uchima       | Seo Joon-yong         | Kim Ok-cheol                 | Loh Sea Keong                             | Seoul                  |
| 4                  | Ying Hon Yeung     | Yasuharu Nakajima  | Ma Guangtong          | Kim Ok-cheol                 | Loh Sea Keong                             | Seoul                  |
| 5                  | Park Sung-baek     | Yasuharu Nakajima  | Ma Guangtong          | Kim Ok-cheol                 | Loh Sea Keong                             | Seoul                  |
| 6                  | Park Sung-baek     | Yasuharu Nakajima  | Ma Guangtong          | Kim Ok-cheol                 | Loh Sea Keong                             | Seoul                  |
| Classements finals | Classements finals | Yasuharu Nakajima  | Ma Guangtong          | Kim Ok-cheol                 | Loh Sea Keong                             | Seoul                  |

## Liste des participants
- Liste de départ complète

| Légende                                             | Légende                                                                                         | Légende                         | Légende                                                                                                  |
| --------------------------------------------------- | ----------------------------------------------------------------------------------------------- | ------------------------------- | --- |
| Num                                                 | Dossard de départ porté par le coureur sur ce Tour de Thaïlande                                 | Pos                             | Position finale au classement général                                                                    |
| Leader du classement général                        | Indique le vainqueur du classement général                                                      | Leader du classement par points | Indique le vainqueur du classement par points                                                            |
| Leader du classement du meilleur coureur de l'ASEAN | Indique le vainqueur du classement du meilleur coureur de l'ASEAN                               |                                 | Indique un maillot de champion national ou mondial, suivi de sa spécialité                               |
| #                                                   | Indique la meilleure équipe                                                                     | NP                              | Indique un coureur qui n'a pas pris le départ d'une étape, suivi du numéro de l'étape où il s'est retiré |
| AB                                                  | Indique un coureur qui n'a pas terminé une étape, suivi du numéro de l'étape où il s'est retiré | HD                              | Indique un coureur qui a terminé une étape hors des délais, suivi du numéro de l'étape                   |
| DSQ                                                 | Indique un coureur qui a été disqualifié de la course, suivi du numéro de l'étape               | *                               | Indique un coureur en lice pour le classement du meilleur jeune (coureurs nés après le 1er janvier 1992) |

| Aisan Racing AIS                    | Aisan Racing AIS           | Aisan Racing AIS |
| ----------------------------------- | -------------------------- | ---------------- |
| Num                                 | Coureur                    | Pos              |
| 1                                   | Yasuharu Nakajima (JPN)    | 1er              |
| 2                                   | Takeaki Ayabe (JPN)        | AB-6             |
| 3                                   | Masakazu Ito (JPN)         | 64e              |
| 4                                   | Yoshimitsu Hiratsuka (JPN) | 103e             |
| 5                                   | Tomohiro Hayakawa (JPN)    | 69e              |
| Directeur sportif : Taiji Nishitani |                            |                  |

| Attaque Gusto ATG                  | Attaque Gusto ATG    | Attaque Gusto ATG |
| ---------------------------------- | -------------------- | ----------------- |
| Num                                | Coureur              | Pos               |
| 11                                 | Wang Yin-chih (TPE)  | 38e               |
| 12                                 | Ying Hon Yeung (HKG) | 30e               |
| 13                                 | Lu Shao-hsuan (TPE)* | 36e               |
| 14                                 | Eric Sheppard (AUS)  | 19e               |
| 15                                 | Thomas Rabou (NED)   | 29e               |
| Directeur sportif : Giacomo Notari |                      |                   |

| Bridgestone Anchor BGT                | Bridgestone Anchor BGT | Bridgestone Anchor BGT |
| ------------------------------------- | ---------------------- | ---------------------- |
| Num                                   | Coureur                | Pos                    |
| 21                                    | Kōhei Uchima (JPN)     | 2e                     |
| 22                                    | Kazuo Inoue (JPN)      | 51e                    |
| 23                                    | Thomas Lebas (FRA)     | 46e                    |
| 24                                    | Damien Monier (FRA)    | 93e                    |
| 25                                    | Hiroshi Tsubaki (JPN)  | 88e                    |
| Directeur sportif : Takehiro Mizutani |                        |                        |

| Giant-Champion System MSS      | Giant-Champion System MSS | Giant-Champion System MSS |
| ------------------------------ | ------------------------- | ------------------------- |
| Num                            | Coureur                   | Pos                       |
| 31                             | Liu Hao (CHN)             | 13e                       |
| 32                             | Qin Chenlu (CHN)          | 101e                      |
| 33                             | Xue Chaohua (CHN)         | 25e                       |
| 34                             | Shen Pingan (CHN)*        | 97e                       |
| 35                             | Zhang Wenlong (CHN)       | 34e                       |
| Directeur sportif : Wei Pei Wu |                           |                           |

| Hengxiang HEN               | Hengxiang HEN               | Hengxiang HEN |
| --------------------------- | --------------------------- | ------------- |
| Num                         | Coureur                     | Pos           |
| 41                          | Wang Meiyin (CHN)           | 9e            |
| 42                          | Ma Guangtong (CHN)*         | 45e           |
| 43                          | Liu Jianpeng (CHN)*         | 89e           |
| 44                          | Zhao Jingbiao (CHN) (Route) | 63e           |
| 45                          | Zheng Zhang (CHN)*          | 16e           |
| Directeur sportif : Li Fuyu |                             |               |

| KSPO KSP                          | KSPO KSP                    | KSPO KSP |
| --------------------------------- | --------------------------- | -------- |
| Num                               | Coureur                     | Pos      |
| 51                                | Park Sung-baek (KOR)        | 32e      |
| 52                                | Lee Ki-joo (KOR)            | 78e      |
| 53                                | Seo Joon-yong (KOR) (Route) | 14e      |
| 54                                | Kwon Soon-young (KOR)*      | 90e      |
| 55                                | Kim Hyeon-seok (KOR)*       | 80e      |
| Directeur sportif : Byeong II Lee |                             |          |

| Matrix Powertag MTR                  | Matrix Powertag MTR        | Matrix Powertag MTR |
| ------------------------------------ | -------------------------- | ------------------- |
| Num                                  | Coureur                    | Pos                 |
| 61                                   | José Vicente Toribio (ESP) | 65e                 |
| 62                                   | Benjamín Prades (ESP)      | AB-5                |
| 63                                   | Airán Fernández (ESP)      | 62e                 |
| 64                                   | Hayato Yoshida (JPN)       | 76e                 |
| 65                                   |                            |                     |
| Directeur sportif : Shigeru Nakagawa |                            |                     |

| Pishgaman Giant PKY                 | Pishgaman Giant PKY          | Pishgaman Giant PKY |
| ----------------------------------- | ---------------------------- | ------------------- |
| Num                                 | Coureur                      | Pos                 |
| 71                                  | Moezeddin Seyed Rezaei (IRI) | 67e                 |
| 72                                  | Hamid Beikkhormizi (IRI)     | 56e                 |
| 73                                  | Mehdi Rajabi (IRI)*          | 35e                 |
| 74                                  | Mohammad Rajablou (IRI)      | 55e                 |
| 75                                  | Mathieu Perget (FRA)         | 11e                 |
| Directeur sportif : Mahmoud Hozouri |                              |                     |

| RTS-Santic Racing RTS              | RTS-Santic Racing RTS    | RTS-Santic Racing RTS |
| ---------------------------------- | ------------------------ | --------------------- |
| Num                                | Coureur                  | Pos                   |
| 81                                 | Boris Shpilevsky (RUS)   | 92e                   |
| 82                                 | Chang Wei-kei (TPE)      | 102e                  |
| 83                                 | Vladimir Zagorodny (RUS) | 91e                   |
| 84                                 | Ilya Gorodnichev (RUS)   | 39e                   |
| 85                                 | Tino Thömel (GER)        | 61e                   |
| Directeur sportif : Chaiya Moondet |                          |                       |

| Seoul # SCT                       | Seoul # SCT         | Seoul # SCT |
| --------------------------------- | ------------------- | ----------- |
| Num                               | Coureur             | Pos         |
| 91                                | Lee Ki-suk (KOR)    | 8e          |
| 92                                | Ju Dae-young (KOR)* | 18e         |
| 93                                | Kim Do-hyeong (KOR) | 10e         |
| 94                                | Kim Ok-cheol (KOR)* | 4e          |
| 95                                | Jung Ha-jeon (KOR)* | 41e         |
| Directeur sportif : Ta Yoon Chung |                     |             |

| Shimano Racing SMN                  | Shimano Racing SMN   | Shimano Racing SMN |
| ----------------------------------- | -------------------- | ------------------ |
| Num                                 | Coureur              | Pos                |
| 101                                 | Shotaro Iribe (JPN)  | 94e                |
| 102                                 | Keisuke Kimura (JPN) | 87e                |
| 103                                 | Yuya Akimaru (JPN)   | 84e                |
| 104                                 | Kota Yokoyama (JPN)* | DSQ-4              |
| 105                                 | Darren Low (SIN)     | AB-1               |
| Directeur sportif : Hidenori Nodera |                      |                    |

| Tabriz Petrochemical TPT                       | Tabriz Petrochemical TPT | Tabriz Petrochemical TPT |
| ---------------------------------------------- | ------------------------ | ------------------------ |
| Num                                            | Coureur                  | Pos                      |
| 111                                            | Ghader Mizbani (IRI)     | 77e                      |
| 112                                            | Samad Poor Seiedi (IRI)  | 53e                      |
| 113                                            | Amir Kolahdozhagh (IRI)* | 73e                      |
| 114                                            | Mahdi Sohrabi (IRI)      | 24e                      |
| 115                                            | Ahad Kazemi (IRI)        | 42e                      |
| Directeur sportif : Ahad Pourfarajollah Rohani |                          |                          |

| Terengganu TSG                       | Terengganu TSG                     | Terengganu TSG |
| ------------------------------------ | ---------------------------------- | -------------- |
| Num                                  | Coureur                            | Pos            |
| 121                                  | Anuar Manam (MAS)                  | 54e            |
| 122                                  | Harrif Salleh (MAS)                | 40e            |
| 123                                  | Nur Amirul Fakhruddin Mazuki (MAS) | 83e            |
| 124                                  | Mohd Nor Umardi Rosdi (MAS)        | 85e            |
| 125                                  | Yusrizal Usoff (MAS)               | 27e            |
| Directeur sportif : Sébastien Duclos |                                    |                |

| Vino 4-ever V4E                     | Vino 4-ever V4E              | Vino 4-ever V4E |
| ----------------------------------- | ---------------------------- | --------------- |
| Num                                 | Coureur                      | Pos             |
| 131                                 | Aleksandr Chouchemoïne (KAZ) | 6e              |
| 132                                 | Oleg Zemlyakov (KAZ)*        | 7e              |
| 133                                 | Taras Voropayev (KAZ)        | 44e             |
| 134                                 | Yevgeniy Gidich (KAZ)*       | AB-1            |
| 135                                 | Stepan Astafyev (KAZ)*       | 43e             |
| Directeur sportif : Sergey Danniker |                              |                 |

| Équipe nationale du Danemark DEN | Équipe nationale du Danemark DEN | Équipe nationale du Danemark DEN |
| -------------------------------- | -------------------------------- | -------------------------------- |
| Num                              | Coureur                          | Pos                              |
| 141                              | Nils Eigil Bradtberg (DEN)       | DSQ-1                            |
| 142                              | Nikolaj Rud Østergaard (DEN)*    | AB-1                             |
| 143                              | Jesper Hansen (DEN)              | 59e                              |
| 144                              | Simon Gaal (DEN)*                | 82e                              |
| 145                              | Jakob Frandsen (DEN)*            | AB-1                             |
| Directeur sportif : Brian Høgild |                                  |                                  |

| Équipe nationale de Hong Kong HKG | Équipe nationale de Hong Kong HKG | Équipe nationale de Hong Kong HKG |
| --------------------------------- | --------------------------------- | --------------------------------- |
| Num                               | Coureur                           | Pos                               |
| 151                               | Cheung King Lok (HKG)             | 3e                                |
| 152                               | Leung Chun Wing (HKG)*            | 31e                               |
| 153                               | Ko Siu Wai (HKG)                  | 86e                               |
| 154                               | Ho Burr (HKG)                     | 52e                               |
| 155                               | Chiu Ho San (HKG)*                | 99e                               |
| Directeur sportif : Wong Kam Po   |                                   |                                   |

| Équipe nationale de Malaisie MAS       | Équipe nationale de Malaisie MAS | Équipe nationale de Malaisie MAS |
| -------------------------------------- | -------------------------------- | -------------------------------- |
| Num                                    | Coureur                          | Pos                              |
| 161                                    | Loh Sea Keong (MAS)              | 5e                               |
| 162                                    | Suhardi Hassan (MAS)             | 58e                              |
| 163                                    | Muaz Abd Rahim (MAS)             | AB-1                             |
| 164                                    | Muhammad Mustazlee Ishak (MAS)*  | AB-1                             |
| 165                                    | Ahmad Fuat Fahmi (MAS)*          | 75e                              |
| Directeur sportif : Mohamad Fuad Dawod |                                  |                                  |

| Équipe nationale de Thaïlande THA    | Équipe nationale de Thaïlande THA  | Équipe nationale de Thaïlande THA |
| ------------------------------------ | ---------------------------------- | --------------------------------- |
| Num                                  | Coureur                            | Pos                               |
| 171                                  | Thurakit Boonratanathanakorn (THA) | 22e                               |
| 172                                  | Phuchong Sai-udomsin (THA)         | 23e                               |
| 173                                  | Nawuti Liphongyu (THA)             | 81e                               |
| 174                                  | Sarawut Sirironnachai (THA)        | 26e                               |
| 175                                  | Thanawut Sanikwathi (THA)*         | 33e                               |
| Directeur sportif : Wisut Kasiyaphat |                                    |                                   |

| Équipe nationale de Taipei chinois TPE | Équipe nationale de Taipei chinois TPE | Équipe nationale de Taipei chinois TPE |
| -------------------------------------- | -------------------------------------- | -------------------------------------- |
| Num                                    | Coureur                                | Pos                                    |
| 181                                    |                                        |                                        |
| 182                                    | Peng Yuan-tang (TPE)*                  | 28e                                    |
| 183                                    | Liu Ching-feng (TPE)                   | 71e                                    |
| 184                                    | Chen Chien-liang (TPE)*                | 98e                                    |
| 185                                    | Yang Wu-hsing (TPE)*                   | 96e                                    |
| Directeur sportif : Wen Chin Kuo       |                                        |                                        |

| Équipe nationale d'Ouzbékistan UZB | Équipe nationale d'Ouzbékistan UZB | Équipe nationale d'Ouzbékistan UZB |
| ---------------------------------- | ---------------------------------- | ---------------------------------- |
| Num                                | Coureur                            | Pos                                |
| 191                                | Muradian Khalmuratov (UZB)         | 12e                                |
| 192                                | Vadim Shaekov (UZB)                | 47e                                |
| 193                                | Vladislav Galyanov (UZB)*          | 79e                                |
| 194                                | Yusup Abrekov (UZB)                | 50e                                |
| 195                                | Abdullojon Akparov (UZB)           | 70e                                |
| Directeur sportif : Lisyak Andrey  |                                    |                                    |

| Équipe nationale du Viêt Nam VIE   | Équipe nationale du Viêt Nam VIE | Équipe nationale du Viêt Nam VIE |
| ---------------------------------- | -------------------------------- | -------------------------------- |
| Num                                | Coureur                          | Pos                              |
| 201                                | Trịnh Đức Tâm (VIE)              | 20e                              |
| 202                                | Mai Nguyễn Hưng (VIE)            | 37e                              |
| 203                                | Lê Văn Duẩn (VIE)                | 60e                              |
| 204                                | Nguyễn Thành Tám (VIE)           | 68e                              |
| 205                                | Huỳnh Thanh Tùng (VIE)*          | 49e                              |
| Directeur sportif : Nikolai Kurkov |                                  |                                  |

| Customs CCC                         | Customs CCC                    | Customs CCC |
| ----------------------------------- | ------------------------------ | ----------- |
| Num                                 | Coureur                        | Pos         |
| 211                                 | Prasetya Heksa Priya (INA)     | 57e         |
| 212                                 | Endra Wijaya (INA) (Route)     | 48e         |
| 213                                 | Pradanan Iwan Fiar (INA)*      | 95e         |
| 214                                 | Sandi Krisnandi (INA)          | AB-1        |
| 215                                 | Dwi Saputro Dimas Febri (INA)* | 66e         |
| Directeur sportif : Mochamad Ircham |                                |             |

| Eddy Hollands EDH               | Eddy Hollands EDH             | Eddy Hollands EDH |
| ------------------------------- | ----------------------------- | ----------------- |
| Num                             | Coureur                       | Pos               |
| 221                             | Stephen Hall (AUS)            | 15e               |
| 222                             | Luke Sleegers (AUS)*          | AB-6              |
| 223                             | Luke Pledger (AUS)            | 21e               |
| 224                             | Dylan-Pierre Humbert (AUS)    | AB-6              |
| 225                             | Nicholas Graham-Dawson (AUS)* | AB-5              |
| Directeur sportif : Craig Johns |                               |                   |

| T-All Star TAS                          | T-All Star TAS             | T-All Star TAS |
| --------------------------------------- | -------------------------- | -------------- |
| Num                                     | Coureur                    | Pos            |
| 231                                     | Worayut Kapunya (THA)*     | 100e           |
| 232                                     | Kritsada Changpad (THA)    | 17e            |
| 233                                     | Setthawut Yordsuwan (THA)* | 72e            |
| 234                                     | Peerapong Ladngern (THA)*  | 74e            |
| 235                                     |                            |                |
| Directeur sportif : Thanachai Chanchaya |                            |                |